# Malá Čausa
Malá Čausa (Hongaars: Kiscsóta, Duits: Kleintschauscha) is een Slowaakse gemeente in de regio Trenčín, en maakt deel uit van het district Prievidza.
Malá Čausa telt 665 inwoners.